# 留米语
留米语(自称：li33 mi33)是一种彝语，分布在云南省西部永德县、凤庆县和云县。

## 地理分布
留米语分布在下列地点。
- 永德县乌木龙彝族乡、亚练乡
- 凤庆县郭大寨彝族白族乡：4千人
- 凤庆县营盘镇
- 云县：1千人

Yang (2017):75–95报告，留米语在永德县、凤庆县和云县使用者人数共有约2万人。留米语使用者组成了永德县乌木龙乡2.6万人的70%。约2600名邻近族群被称作倮族(如倮倮泼语)，也生活在乌木龙乡及周边。

## 系属分类
留米语最可能和倮倮泼语有着密切关系，但也有许多腊罗语借词。

## 历史
留米语使用者可能在14世纪初从景东县迁来，首先到达凤庆县邦卖/班卖村，随后迁到永德县乌木龙乡。